# Spirobolus dealbatus
Spirobolus dealbatus är en mångfotingart som beskrevs av Koch. Spirobolus dealbatus ingår i släktet Spirobolus och familjen Spirobolidae. Inga underarter finns listade i Catalogue of Life.